# Kluknó
Kluknó (szlovákul: Kluknava, németül: Klukenau) község Szlovákiában, a Kassai kerület Gölnicbányai járásában.

## Fekvése
Korompától 5 km-re keletre, a Szepesség közepén, a Kluknói völgyben, a Hernád partján fekszik.

## Története
1304-ben „Clichno” alakban említik először. 1316-ban „Cluchnow”, 1336-ban „Kluknow”, 1347-ben „Kylyknou”, 1391-ben „Klikno” néven szerepel az írott forrásokban. A falu a richnói váruradalom része volt. Határában vasat és rezet bányásztak. A 17. században vaskohó működött a településen. Egykori reneszánsz várkastélya 1636 után épült négytornyú épület volt. A Csáky család 1693-ban szerezte meg a falut és a régi kastély felhasználásával 1715 és 1720 között új barokk kastélyt építtetett. 1787-ben 84 házában 685 lakos élt.
A 18. század végén Vályi András így ír róla: „KLUKNO. Klukenau. Kluknova. Tót falu Szepes Várm. földes Ura G. Csáky Uraság, lakosai katolikusok, fekszik Krompakhoz 1 mértföldnyire, Isporállya is van, határbéli földgye ámbár soványas, de legelője, és fája is mind a’ két féle elég van.”
1828-ban 127 háza és 914 lakosa volt. Lakói 1831-ben részt vettek a koleralázadásban.
Fényes Elek 1851-ben kiadott geográfiai szótárában így ír a településről: „Kluknó, Szepes v. tót mv., 1024 kath. lak. Paroch. templommal. Kastélylyal, vasbányákkal és hámorokkal. F. u. gr. Csáky Károlynő. Ut. p. Lőcse.”
1853 és 1897 között itt működött a kincstár rézfeldolgozó üzeme. A 20. század elején lakói közül sokan Korompa üzemeiben dolgoztak. A trianoni diktátumig Szepes vármegye Gölnicbányai járásához tartozott.

## Népessége
| Év:            | 1994. | 2004.   | 2014.   | 2024.   |
| -------------- | ----- | ------- | ------- | ------- |
| Emberek száma: | 1757  | 1642    | 1590    | 1530    |
| Eltérés:       |       | -6,54 % | -3,16 % | -3,77 % |

| Év:            | 2023. | 2024.   |
| -------------- | ----- | ------- |
| Emberek száma: | 1525  | 1530    |
| Eltérés:       |       | +0,32 % |

1910-ben 1083, túlnyomórészt szlovák lakosa volt.
2001-ben 1679 lakosából 1671 szlovák volt.
2011-ben 1604 lakosából 1554 szlovák.

## Neves személyek
- Itt született és hunyt el Hamrák Pál (1780-1831) premontrei rendi áldozópap, főgimnáziumi tanár, költő.

## Nevezetességei
- Istvánhuta (Štefánska Huta) nevű részén a Hernádon 1832-ben épített műemlék fahíd ível át.
- Nepomuki Szent János tiszteletére szentelt római katolikus plébániatemploma a 18. század második felében épült.
- A Csáky-kastély 1715 és 1720 között épült sokszögű bástyákkal barokk stílusban. A 19. században többször alakították.
- Istvánhuta nevű településén épült fel 1845 és 1848 között Európa első elektrolízissel dolgozó rézgyártó üzeme.
- Határában az erdőben áll a Szent Anna kápolna, melyet 1632 előtt Wesselényi Anna grófnő építtetett és később gróf Csáky Imre (bíboros) bővíttetett. A kápolna ma is a hívők zarándokhelye.

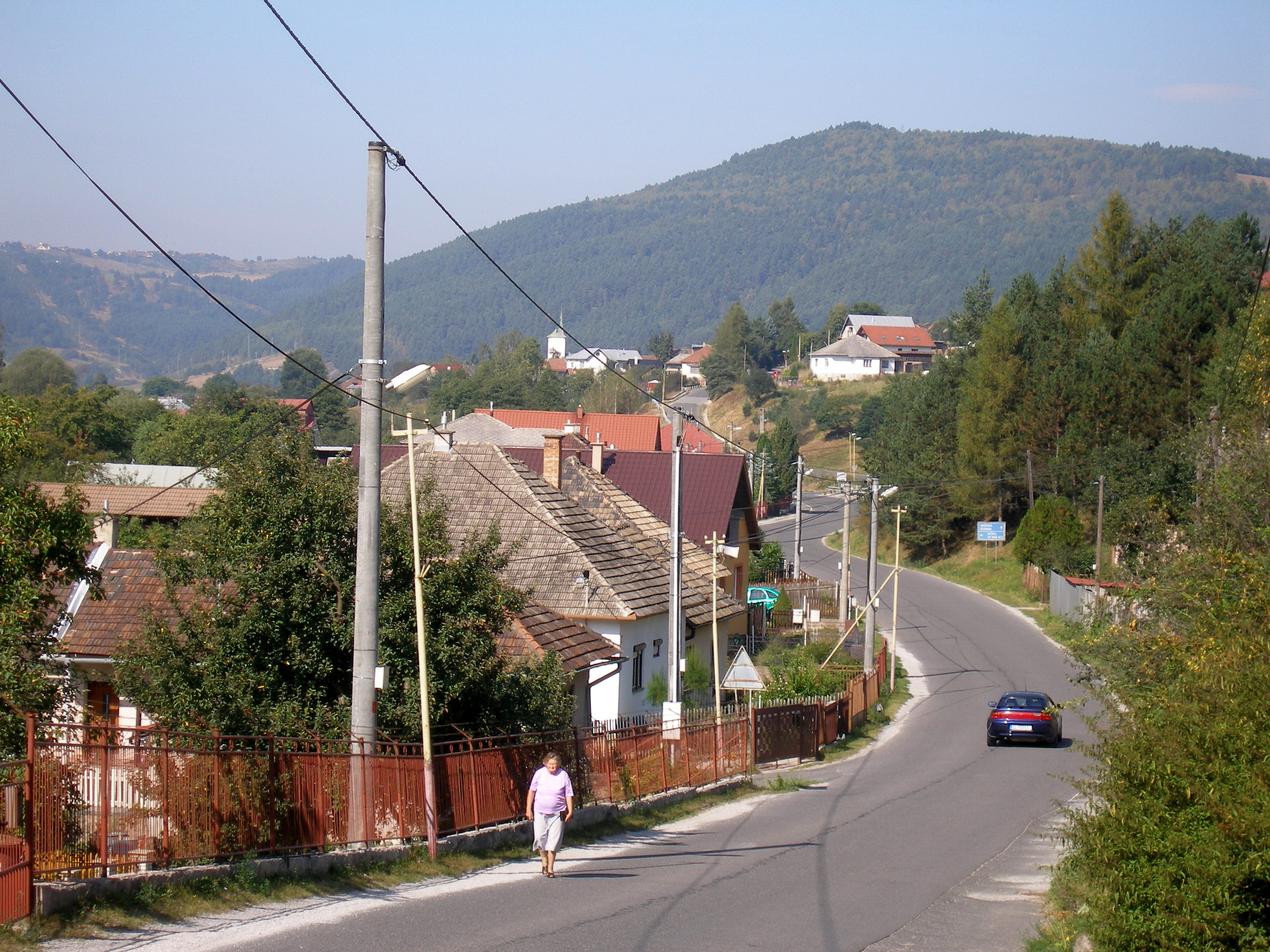
Kluknó